# مازن الحذيفي
مازن أحمد الحذيفي, لاعب كرة قدم سعودي، وهو أول لاعب كرة قدم سعودي يلعب في الدوري الألماني لكرة القدم وتحديداً لصالح فريق فورتونا دوسلدورف قادماً من نادي بورتسموث الدرجة الأولى الإنجليزي لكرة القدم، ويذكر أن فريق فورتونا دوسليدورف صاعدا حديثاً إلى الدرجة الممتازة الألماني لكرة القدم، .

## مسيرته الاحترافية
بدا الحذيفي مسيرته الاحترافية في أوروبا في أنجلترا وتحديداً في نادي بورتسموث عام 2005 قادماً من اتحاد جدة ، ولكن لم يظهر بشكل منتظم بسبب مشاكل عدة التي يعاني منها النادي ومنها تغير المدربين بشكل مستمر .
بعد ذلك حزم أمتعته إلى نادي نوتنغهام فوريست بعد ان نصحه بالنادي صديقه المقرب شيخ باقيس، ثم انتقل إلى إسبانيا حيث أنظم إلى نادي اسبانيول منذ 2009 ، قبل أن يحط الرحال إلى ألمانيا
في نادي فورتونا دوسلدورف الذي صعد إلى الدرجة الأولى الألماني. لم يلبث ثلاثة أشهر حتى انتقل إلى نادي غرونيغين بغياً منه أن يحقق له ما حرم عنه
تجاربة السابقة، ويعتبر ناديه الجديد من أندية الوسط الهولندية .

## المنتخب السعودي
لم يخفِ ألاعب عن رغبته اللعب في منتخب بلاده وقال عبر موقع التواصل الاجتماعي تويتر أنه يتمنى اللعب ل«الأخضر» مشيراً أنه استفاد كثيراً من الرحلة الاحترافية في أوروبا التي تقدر بسبع سنوات أمضاها هناك .

## روابط خارجية
- مازن الحذيفي على موقع بيانات كرة القدم. دي إي (الألمانية)
- مازن الحذيفي على موقع Soccerway.com (الإنجليزية)
- مازن الحذيفي على موقع عالم كرة القدم.نت (الإنجليزية)